# 馬爾登 (密西西比州)
馬爾登（英語：Muldon），又名阿伯丁章克申（Aberdeen Junction）、盧哈敦（Loohattan），是位於美國密西西比州門羅縣的非建制地區。

## 歷史
馬爾登的郵局於1870年設立，其後於1957年停運。當地於1900年時有人口75人。

## 地理
馬爾登所處的海拔為高於海平面90米（即295英呎），而該地所採用的時區為UTC-6，即北美中部時區（CST）。同時該地設有夏令時間，為UTC-6調快一小時，即UTC-5（CDT）。